# Julio Sibrián
Julio Enrique Sibrián Molina (ur. 17 lipca 1996 w La Libertad) – salwadorski piłkarz występujący na pozycji środkowego obrońcy, reprezentant Salwadoru, od 2022 roku zawodnik Águili.